# Procesado de alimentos por altísima presión
La alta presión es un proceso que comenzó a desarrollarse a nivel de investigación a partir de los años 90, y es en los últimos años, cuando comienza a implantarse industrialmente. 
La pasteurización hiperbárica (High Pressure Processing-HPP) es un método para el procesado de alimentos que consiste en someter a los mismos, previamente envasados en recipientes herméticos flexibles resistentes al agua, a un alto nivel de presión hidrostática (entre 4000 y 6000 bares) durante unos minutos.
La presurización de los alimentos en frío o a temperatura ambiente por encima de 4.000 bares inactiva los microorganismos vegetativos (bacterias, levaduras, hongos ) presentes en los productos alimentarios respetando sus propiedades organolépticas y confiriendo al producto presurizado una elevada calidad sensorial y nutricional a la vez que mantiene su frescura original durante todo su periodo de vida útil.

## Ventajas del procesado de alimentos por altas presiones
Tradicionalmente se han utilizado métodos térmicos en la conservación de los alimentos. Para adaptarse a las necesidades del consumidor del siglo XXI, las industrias alimentarias necesitan apostar por las nuevas tecnologías atérmicas de higienización.
La tecnología de procesado de alimentos por alta presión permite:
- Reducir drásticamente la flora microbiana contaminante.
- Destruir patógenos (Listeria, Escherichia coli, Salmonella, etc. pero no el Clostridium botulinum).[1]
- Prolongar la vida útil del producto.
- Mejorar la calidad sanitaria.
- Mantiene las características organolépticas y nutricionales de los productos estabilizados.

## Aplicaciones
El procesado por altas presiones es un proceso de pasteurización no térmica que sirve para procesar productos cárnicos, frutas y verduras, mariscos y crustáceos, zumos, bebidas, etc.
Los productos que quieran ser procesados se introducen en el interior de la vasija de alta presión en su envase flexible final, y son sometidos a elevados niveles de presión hidrostática (presión isostática transmitida por el agua). La forma e integridad permanece invariable debido a que la presión se distribuye de forma idéntica en todo el producto. 
La Tecnología HPP es natural, limpia, y respetuosa con el medio ambiente. Los equipos HPP tan sólo requieren electricidad y agua, que se recircula.

### Aplicación en productos cárnicos
Este proceso se aplica en un amplio abanico de productos cárnicos: jamón cocido loncheado, piezas de pollo o pavo, platos preparados, centros de jamón curado, etc.
El proceso HPP permite: 
1. Desarrollo de nuevos productos cárnicos.
2. Lanzamiento de productos dietéticos con bajo contenido en sal y aditivos.
3. Exportación de productos alimentarios a los países con mayores exigencias en seguridad alimentaria (USA, Japón, etc.).

El tratamiento típico para productos cárnicos se realiza entre 500 y 600 MPa

### Aplicación en frutas y verduras
El proceso HPP (High Pressure Processing), se aplica en un amplio abanico de productos vegetales: salsas, purés, ensaladas y frutas frescas troceadas (aguacates, cítricos, manzanas, fresas, etc.
El proceso HPP permite: 
- Desarrollar y comercializar productos innovadores conservando el sabor y las propiedades nutricionales de la fruta o del vegetal fresco.

HPP no elimina los componentes antimutagénicos de cremas de zanahoria, coliflor, espinaca, brócoli o tomate. De esta forma, se pueden lanzar al mercado nuevos productos funcionales con propiedades anticancerígenas.
- Exportar productos autóctonos a los países con mayores exigencias en seguridad alimentaria (Estados Unidos, Japón, etc.)

### Aplicación en zumos y bebidas
El proceso HPP se aplica en diversos tipos de zumos de frutas y vegetales (cítricos, manzana, fresa, zanahoria, brócoli) y bebidas (alcohólicas, limonada, etc.) 
El proceso HPP permite:
- Desarrollar y comercializar bebidas funcionales innovadoras, con propiedades nutritivas altamente mejoradas
- Exportar zumos frescos de frutas a mercados lejanos

### Aplicaciones en pescados y mariscos
El proceso HPP permite la extracción de forma sencilla de la carne de mariscos (cangrejos, bogavantes, etc.) sin el uso de tratamientos térmicos que degraden las propiedades del producto.
- Desarrollo de nuevos productos, basados en mariscos y crustáceos, procesados pero no cocidos.

El proceso HPP permite la extracción de la carne de ostras y mejillones de sus conchas reduciéndose de esta forma el uso de medios manuales.
- Reducción de los costes de producción.
- Incremento de la productividad.
- Mejora la seguridad alimentaria.
- Aumenta el rendimiento.

### Aplicación en productos lácteos

#### Leche
La leche procesada mediante altas presiones puede mejorar la textura de los productos elaborados con la misma: por ejemplo, con leche procesada durante 15 minutos a 600 MPa se obtienen yogures con un gel más rígido (Johnston et al, 1993), y se modifican las propiedades del cuajo del queso.

#### Queso
El procesado por altas presiones de quesos frescos puede mejorar su maduración y elimina las bacterias patógenas. Esta puede ser una aplicación interesante para la higienización de quesos elaborados a partir de leche cruda.

#### Yogur
En un proceso ya patentado, se aprovecha la diferente barosensibilidad de cada especie de microorganismo. Un procesado mediante altas presiones tras el envasado de los yogures reporta los siguientes beneficios:
- Inactivación de levaduras y mohos: hasta 3 meses de conservación.
- Reducción de los recuentos de Lactobacillus: evita la acidificación.
- Inactivación de las bacterias contaminantes y acidificantes: sólo las cepas probióticas sobreviven.[2]

### Aplicación en Farmacia-Cosmética
El procesado por altas presiones (HPP) es un método de pasteurización no térmico para productos cosméticos y farmacéuticos. 
Con la tecnología HPP pueden procesarse una gran gama de productos, pasteurizándolos para obtener mayor seguridad y una vida útil multiplicada, manteniendo las propiedades de aquellos componentes sensibles al tratamiento térmico.
Las altas presiones constituyen además una nueva herramienta para el desarrollo de componentes hipoalergénicos y nuevas vacunas.